# WON MMA Most Valuable Fighter
El Wrestling Observer Newsletter (WON) MMA Most Valuable Fighter Award es un premio entregado por la revista de lucha libre profesional Wrestling Observer Newsletter reconociendo al peleador de artes marciales mixtas más valioso del año.

## Historia
Este premio comenzó a ser entregado en 2007, cuando el premio del «Luchador del año» se volvió exclusivo para luchadores profesionales, excluyendo a los practicantes de las artes marciales mixtas (o MMA, por sus siglas en inglés).
La primera edición de este premio declaró como ganador a Randy Couture, perteneciente a la Ultimate Fighting Championship (UFC). En los tres años siguientes, Brock Lesnar, exluchador profesional y campeón de WWE, fue galardonado con este premio. En 2011, el ganador fue Georges St-Pierre, también luchador de UFC.
Ronda Rousey se convirtió en 2014 en la primera mujer en ser galardonada con este premio, y nuevamente lo sería en 2015.

## Ganadores
| Año  | Peleador            | Empresa                        |
| ---- | ------------------- | ------------------------------ |
| 2007 | Randy Couture       | Ultimate Fighting Championship |
| 2008 | Brock Lesnar        | Ultimate Fighting Championship |
| 2009 | Brock Lesnar        | Ultimate Fighting Championship |
| 2010 | Brock Lesnar        | Ultimate Fighting Championship |
| 2011 | Georges St-Pierre   | Ultimate Fighting Championship |
| 2012 | Anderson Silva      | Ultimate Fighting Championship |
| 2013 | Georges St-Pierre   | Ultimate Fighting Championship |
| 2014 | Ronda Rousey        | Ultimate Fighting Championship |
| 2015 | Ronda Rousey        | Ultimate Fighting Championship |
| 2016 | Conor McGregor      | Ultimate Fighting Championship |
| 2017 | Georges St-Pierre   | Ultimate Fighting Championship |
| 2018 | Conor McGregor      | Ultimate Fighting Championship |
| 2019 | Jorge Masvidal      | Ultimate Fighting Championship |
| 2020 | Khabib Nurmagomedov | Ultimate Fighting Championship |
| 2021 | Kamaru Usman        | Ultimate Fighting Championship |
| 2022 | Israel Adesanya     | Ultimate Fighting Championship |
| 2023 | Jon Jones           | Ultimate Fighting Championship |